# من پاستیل خرسی تو هستم
من پاستل خرسی تو هستم (به انگلیسی: I Am Your Gummy Bear) نخستین آلبوم استودیویی بین‌المللی از گروهٔ موسیقی مجازی آلمانی گامی بر می‌باشد که در ۱۲ اکتبر سال ۲۰۰۷ در لهستان و در ۱۳ نوامبر سال ۲۰۰۷ از سوی گامی‌بر اینترنشنال منتشر گردید.